# Acacia undulata
Acacia undulata é uma espécie de leguminosa do gênero Acacia, pertencente à família Fabaceae.